# Compagnie des chemins de fer algériens

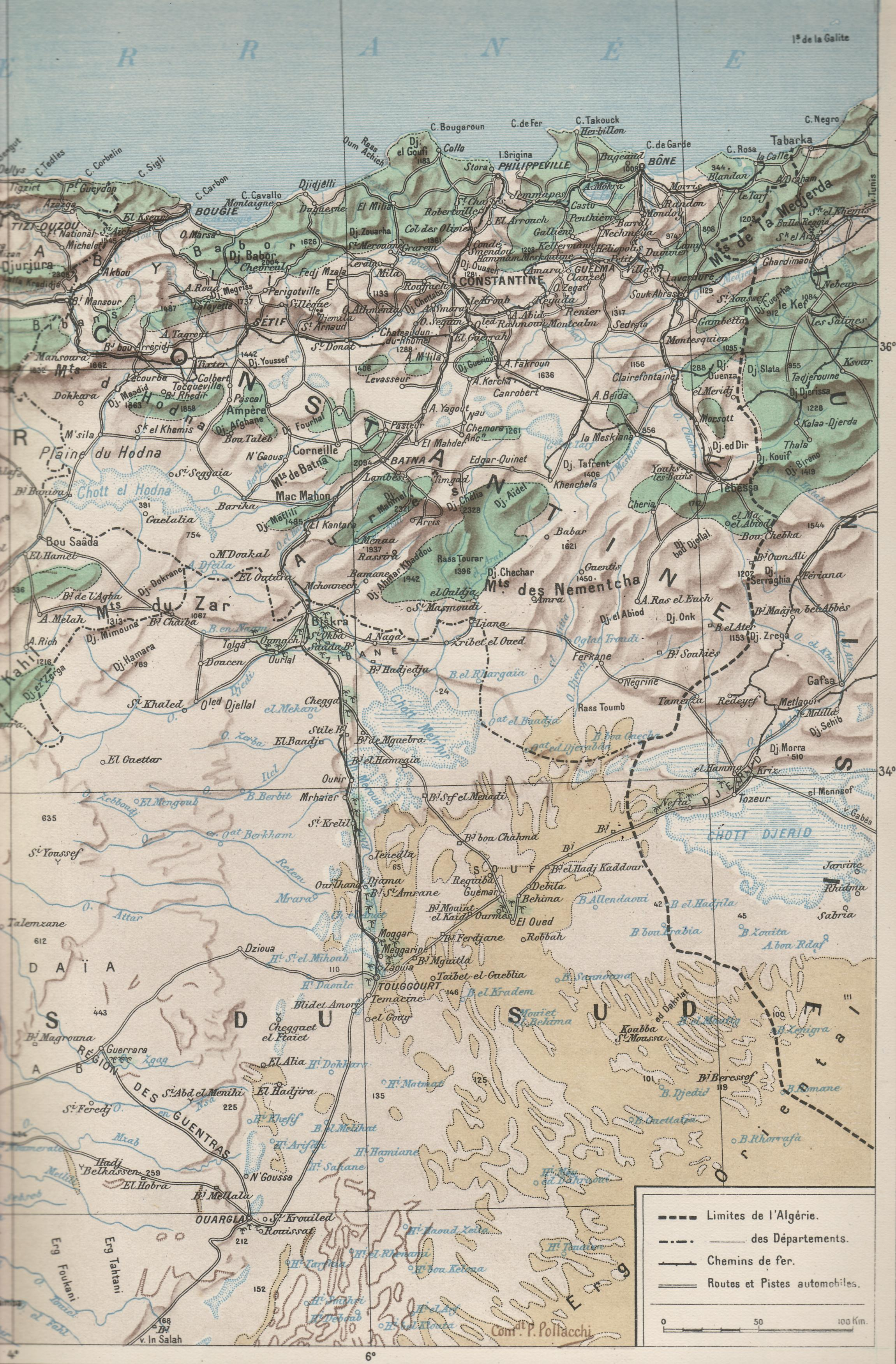
Carta del dipartimento di Costantina nel 1930

La Compagnie des chemins de fer algériens (CFA) era una società anonima francese costituita nel 1860 per costruire e gestire le prime tre linee ferroviarie dell'Algeria. Costruì soltanto la Algeri - Blida, ma nel 1863, la cedette alla Compagnie des chemins de fer de Paris à Lyon et à la Méditerranée (PLMA).

## Storia
Il decreto imperiale dell'8 aprile 1857 aveva sancito l'inizio del regime di concessioni e autorizzazioni utili alla costituzione di una rete ferroviaria in Algeria dando priorità alla realizzazione di una prima serie di tre linee ritenute prioritarie a livello strategico ed economico.
La concessione per la costruzione e l'esercizio delle ferrovie da Algeri a Blida, da Philippeville a Costantina e da Orano a Saint-Denis-du-Sig venne accordata alla Compagnie des chemins de fer algériens (CFA) con le leggi emanate il 20 giugno e l'11 luglio del 1860.
La CFA si costituì come società anonima con sede a Parigi al 66 della rue de la Chaussée-d'Antin. Il primo presidente del consiglio di amministrazione fu Ferdinand Barrot. Gli azionisti principali furono vari investitori, alcune banche e personaggi facoltosi della Francia e della Gran Bretagna. Il britannico, Samuel Morton Peto, fu incaricato dei lavori di costruzione e acquisì tutte le azioni non ancora vendute. Tale compito tuttavia su rivelò un insuccesso in quanto vendette solo 33 000 delle 110 000 azioni che aveva poste in vendita sulla piazza di Londra. Varie difficoltà del periodo, tra cui turbolenze e rivolte, unite alle difficoltà di reperimento dei capitali sulla piazza portarono la società al disastro economico.
Il 31 marzo 1863 la società, tramite un negoziato intrapreso dal governo, trovò l'accordo per la cessione alla Compagnie des chemins de fer de Paris à Lyon et à la Méditerranée dei diritti di costruzione e gestione e dell'unica ferrovia realizzata, la Algeri - Blida, aperta l'8 settembre 1862 che entrò a far parte della rete PLM. I lavori sulla Orano - Saint-Denis-du-Sig e Constantina - Philippeville erano iniziati ma erano stati interrotti poco tempo dopo. Il trattato ottenne l'approvazione ministeriale il 1º maggio 1963; l'approvazione definitiva del trattato e della nuova convenzione avvenne l'11 giugno 1863.